# Vezikulární exantém prasat
Vezikulární exantém prasat (latinsky Exanthema vesicularis suum nebo Morbus vesicularis suum) je vysoce infekční akutní virové onemocnění prasat. Původcem je RNA virus z čeledi Caliciviridae. Onemocnění postihuje jak prase domácí tak prasata divoká a projevuje se tvorbou vezikul na predilekčních (typických) místech kůže (rypák, spárek, vemeno) a sliznici dutiny ústní. Projevuje se kulháním, nadměrným sliněním, u březích zvířat aborty (potraty).
Tato nemoc se vyskytla za nevyjasněných okolností v 50. letech 20. století u prasat v USA. Po jejím úplném vymýcení (eradikaci) v roce 1959 se již v USA ani ve světě neobjevila.